# Angatuba
Angatuba es un municipio brasileño del estado de São Paulo. Su población estimada en 2010 era de 22 211 habitantes. El municipio, creado por la Ley 5285 del 18 de febrero de 1959, fue instalada el día 29 de mayo de 1966.

## Toponimia
Angatuba proviene de un término indígena que significa "abundancia de ingas". Del tupí ingá: anga o inga, y tyba: gran cantidad, abundancia.

## Demografía
| Población histórica del municipio | Población histórica del municipio | Población histórica del municipio | Población histórica del municipio |
| Año                               | Población                         |                                   | %±                                |
| --------------------------------- | --------------------------------- | --------------------------------- | --------------------------------- |
| 1920                              | 14 077                            |                                   |                                   |
| 1940                              | 13 162                            |                                   | −6,5%                             |
| 1950                              | 11 034                            |                                   | −16,2%                            |
| 1960                              | 15 055                            |                                   | 36,4%                             |
| 1970                              | 15 170                            |                                   | 0,8%                              |
| 1980                              | 17 052                            |                                   | 12,4%                             |
| 1991                              | 21 127                            |                                   | 23,9%                             |
| 2000                              | 19 297                            |                                   | −8,7%                             |
| 2010                              | 22 210                            |                                   | 15,1%                             |
| 2022                              | 24 022                            |                                   | 8,2%                              |
| [ 6 ] [ 7 ] [ 8 ] [ 9 ]           |                                   |                                   |                                   |